# Bons-Tassilly
Bons-Tassilly è un comune francese di 390 abitanti situato nel dipartimento del Calvados nella regione della Normandia.

## Società

### Evoluzione demografica
Abitanti censiti